# Валенсийская Библия

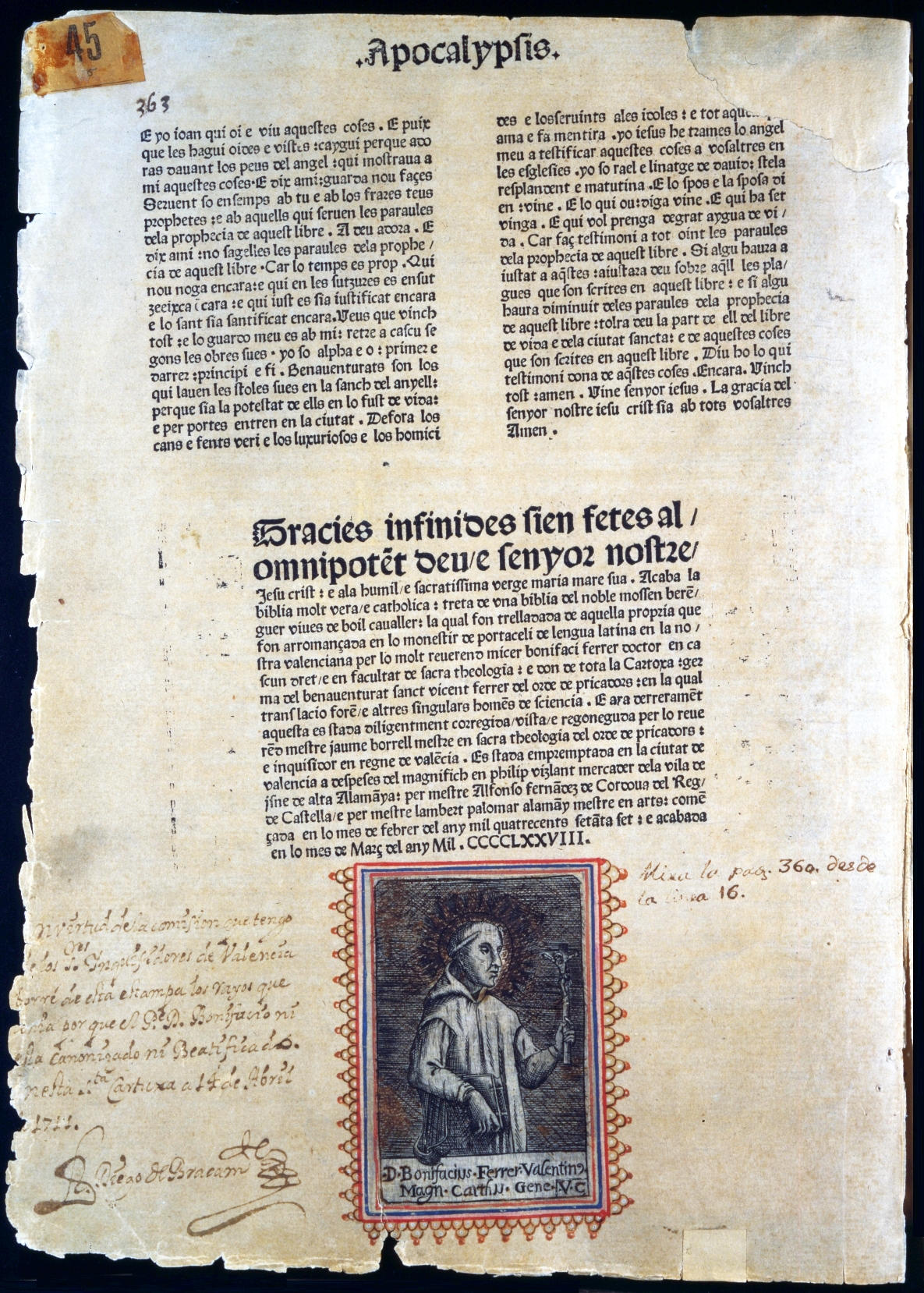
Одна из двух сохранившихся страниц Библии

Валенсийская Библия — первая печатная Библия на каталанском языке - Согласно тому же переводчику, «на нашем валенсийском языке»  -. Создана между 1477 и 1478 годами. Столетиями Библии в Европе печатались лишь на латинском языке, и Валенсийская Библия стала третьим изданием Библии на современном языке после немецкой (1466 год) и итальянской (1471 год). Это не первый перевод Библии на каталанский: первым был рукописный перевод 1290 года.
Во время инквизиции все копии Валенсийской Библии были сожжены, а Даниэля Вивеса, который считался её основным автором, посадили в тюрьму. При этом современные историки считают, что перевод выполнил Бонифаций Феррер.
Последний сохранившийся лист этой Библии находится в Испанском обществе в Нью-Йорке.